# Csernogorszk
Csernogorszk (oroszul: Черного́рск, hakaszul: Харатас) város Oroszországban, a Hakasz Köztársaságban. Népessége 2021-ben 75 745 fő, ezzel a második legnépesebb város Hakaszföldön, 13 km-re északra a köztársaság székhelyétől, Abakantól.

## Történelme
Csernogorszk története a szénbánya kialakításával és Csernogorszkije Kopi falu létrehozásával kezdődött.
A hakasz népnek sokáig volt egy legendája, hogy a Kara Tigei (Fekete-hegy) tetején a gonosz hős, Kara Tag él. Sztyepan Kuzmics Okulov, az egyik bányakezelő egy hakasz pásztortól hallott a csodálatos Fekete-hegyről, ahova a hakasz Oka Bainov elvitte. A hegy, ahogy Okulov később felidézte, nem feketének tűnt, hanem vörösnek az égett széntől és az olvadt salaktól. Itt felszíni szénrétegeket talált, és Minuszinszkba ment. Okulov mesélt felfedezéséről Volkonszkij kerületi bányamérnöknek és asszisztensének. Azt tanácsolták neki, hogy nyújtson be kérelmet a felfedezésért, és kérjen kutatási és fejlesztési forrásokat. De közelebb, Minuszinszkban is találtak pénzt egy helyi vállalkozótól és férjétől, akik a bánya első tulajdonosai lettek, Stepan Okulovnak pedig felajánlották a bányavezetői posztot. 
1907-ben nyitották meg az első bányát, és a hegy lábánál a sztyeppén megjelent az aprócska Csernogorszkije Kopi falu, benne két laktanya, fél tucat bányász és egy középület: egy kórház, amelyben egy mentős fogadta a betegeket. A bányákban végzett munka nagyon kemény volt, kezdetben, gyertyákkal vagy petróleumlámpákkal dolgoztak, ami nem volt biztonságos, és a kocsikat fasíneken húzták. Kezdetben nem volt kinek eladni a szenet. Végül a Jenyiszej mentén lévő bárkákon Krasznojarszkba vitték. Csak az Abakan–Acsinszk főút 1925-ös befejezése és a bányáktól a tasebai állomásig vezető vasútvonal lefektetése után vált lehetővé a szén felhasználása gőzmozdonyokhoz és Szibéria teljes folyami flottájához és energiaszektorához is. Egyre több szénre volt szükség, de csak 1929-ben érkezett két darab vágógép a bányába, ezzel megkezdődött a gépesítés. A termelés gépesítéséhez képzett munkásokra volt szükség. Ezért 1931-ben megnyílt a Csernogorszki Bányászati- és Ipariskola és az úgynevezett munkásképző üzem. Ekkorra a falu megjelenése nagyot változott. Eltávolították a laktanyát; többszintes épületeket, óvodákat, iskolát, kultúrházat építettek, vízvezetéket építettek ki, az utcák egy részét parkosították. Az ipari vállalkozások közül a bányán kívül központi erőmű, gépészeti műhelyek, pékség, tégla- és zúzóműhely és asztalosműhely működött.
A 30-as évek társadalmi változásai Csernogorszkije Kopi falu és a Minuszinszki-medence több bányászfalujának egy településsé egyesüléséhez vezettek. Az települések 1936. január 20-án egyesültek, Csernogorszk néven.
1942 és 1955 között működött gulag a városban, 1953-ban 11 db.

## Népesség
2021-ben lakossága 75 745 fő, ebből 33 692 fő (44,5%) férfi és 42 053 fő (55,5%) nő.
| Lakosok száma | 1000 | 54 000 | 69 000 | 80 000 | 79 400 | 73 100 | 74 200 | 72 599 | 74 698 | 75 745 |
|               | 1926 | 1962   | 1976   | 1987   | 1998   | 2003   | 2008   | 2013   | 2017   | 2021   |

## Ipar
Főbb ágak:
- szénbányászat (Csernogorszki külszíni bánya és Jenyiszej bánya)
- könnyűipar (POSH üzem, gyapjú)
- textilipar (Szibériai Textil gyár)
- műbőripar (Csernogorszki műbőrgyár)

## Híres emberek
- Andrejs Žagars lett színész, rendező (1958-2019)